# Saint-Cirgues (Haute-Loire)
Saint-Cirgues is een gemeente in het Franse departement Haute-Loire (regio Auvergne-Rhône-Alpes) en telt 147 inwoners (1999). De plaats maakt deel uit van het arrondissement Brioude.

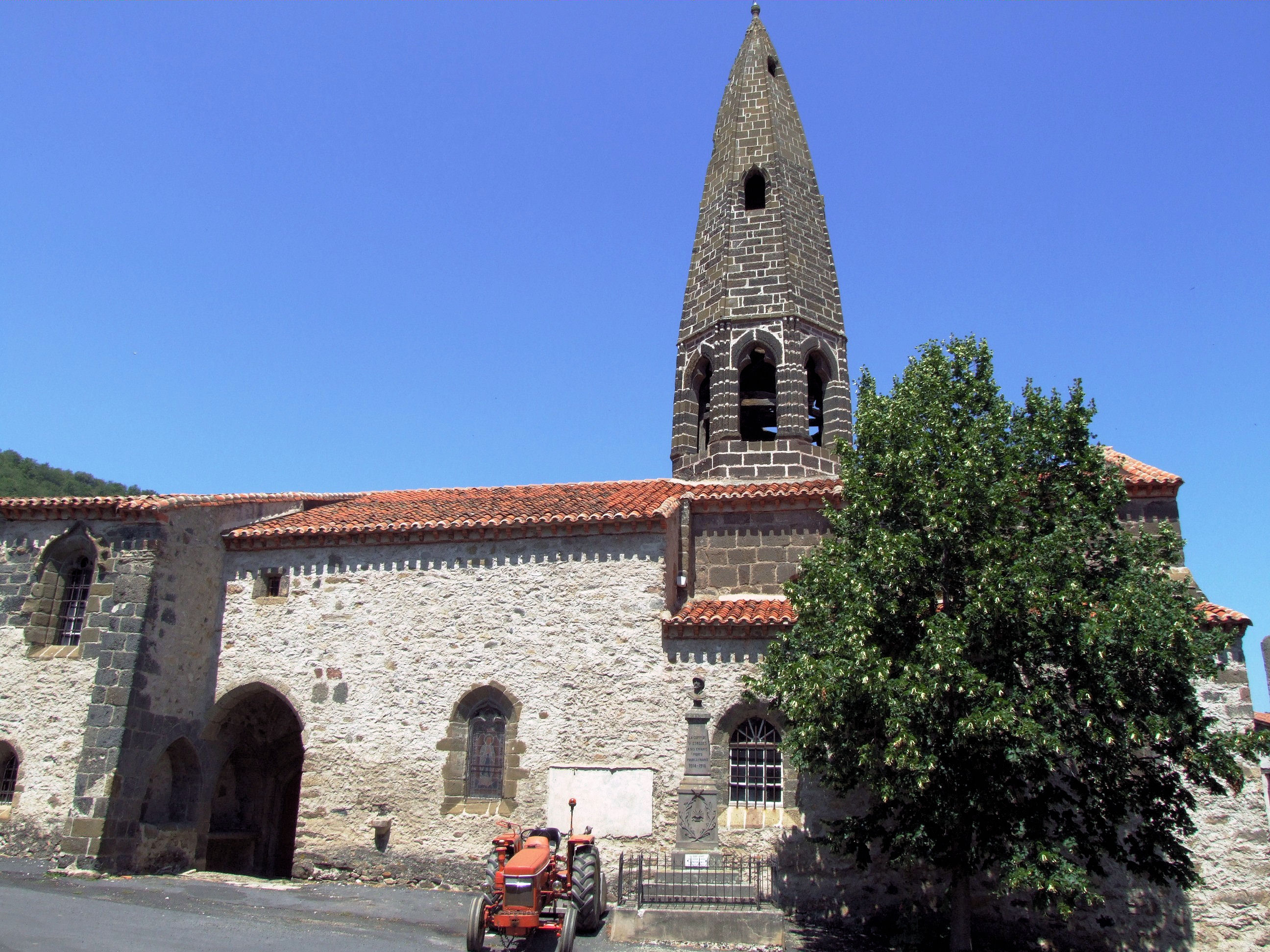
Kerk van Saint-Cirgues

## Geografie
De oppervlakte van Saint-Cirgues bedraagt 13,7 km², de bevolkingsdichtheid is 10,7 inwoners per km².
De onderstaande kaart toont de ligging van Saint-Cirgues (Haute-Loire) met de belangrijkste infrastructuur en aangrenzende gemeenten.

## Demografie
Onderstaande figuur toont het verloop van het inwonertal (bron: INSEE-tellingen).